# À cœur joie (film)
Pour les articles homonymes, voir À cœur joie.
Pour plus de détails, voir Fiche technique et Distribution.
À cœur joie est un film franco-britannique réalisé par Serge Bourguignon, sorti en 1967 avec Brigitte Bardot et Laurent Terzieff. On remarque la présence dans un petit rôle de Murray Head. Le guitariste et chanteur David Gilmour a aussi chanté les deux chansons de la bande originale.

## Synopsis
Une cover-girl mal mariée, Cécile (Brigitte Bardot) trompe son profond ennui dans les bras d'un charmant amant de passage, Vincent (Laurent Terzieff) pour qui elle éprouve bientôt une folle passion.

## Lieu de tournage
Les scènes du film ont été tournées sur place sur la plage de Gullane en East Lothian en Écosse en septembre 1966. Le casting principal est resté à l’Open Arms dans le village de Dirleton. 

## Fiche technique
- Titre : À cœur joie
- Réalisation : Serge Bourguignon
- Scénario, adaptation et dialogues : Serge Bourguignon, Pascal Jardin et Vahé Katcha
- 1er assistant réalisateur : Georges Lussan
- Production : Francis Cosne et Kenneth Harper
- Société de production : Films Pomereu, Francos Films, Les Films du Quadrangle et Kenwood Films.
- Distribution : Comacico
- Photographie : Edmond Séchan
- Décors : Rino Mondellini
- Montage : Jean Ravel
- Musique : Michel Magne
- Chansons originales : Do You Want to Marry Me? et I Must Tell You Why chantées par David Gilmour.
- Costumes : Tanine Autré
- Pays d'origine :  France,  Royaume-Uni
- Genre : Drame
- Durée : 100 minutes
- Date de sortie : 
  - France 7 juin 1967
- Affiche : Clément Hurel (France)

## Distribution
- Brigitte Bardot : Cécile
- Laurent Terzieff : Vincent
- Jean Rochefort : Philippe
- James Robertson Justice : McClintock
- Michael Sarne : Dickinson
- Georgina Ward : Patricia
- Carole Lebel : Monique
- Annie Nicholas : Chantal
- Murray Head : L'assistant de Dickinson

## Réception
- Le film a été interdit aux moins de dix-huit ans à sa sortie[1].
- Le film a été très mal reçu par la critique française qui l'a jugé peu original sur plusieurs points, le scénario du film étant proche de celui de Galia de Georges Lautner aussi scénarisé par Vahé Katcha, les motifs du photographes de mode et des cover-girls à Londres étant déjà au centre du film Blow-Up de Michelangelo Antonioni sorti deux semaines plus tôt, et enfin certains plans notamment celui du couple sur la plage rappelaient trop fortement ceux d'Un homme et une femme de Claude Lelouch[2].
- Avant de se joindre à Pink Floyd et alors qu'il se trouvait à Paris avec son groupe de l'époque Joker's Wild, le guitariste et chanteur David Gilmour a chanté sur les deux chansons de la bande originale du film, Do You Want To Marry Me? et I Must Tell You Why sur une musique de Michel Magne.